# Otón III de Suabia
Otón III (m. 28 de septiembre del 1057), llamado el Blanco y conocido como Otón de Schweinfurt, fue margrave del Nordgau (1024-1031) y duque de Suabia (1048-1057). Era hijo de Enrique de Schweinfurt, margrave del Nordgau, y Gerberga de Henneberg. Fue uno de los más poderosos príncipes de Franconia oriental por herencia: tenía muchas tierras en el Radenzgau y Schweinfurt. En 1014, aparece por vez primera como conde de Baja Altmühl (o Kelsgau) y, en 1024, heredó la marca de su padre. En 1034, se convirtió en conde del Bajo Naab. Desde entonces hasta su nombramiento en Suabia, intervino en muchas expediciones imperiales en Bohemia, Hungría, y Polonia.
En Ulm en enero de 1048, el emperador Enrique III lo nombró duque de Suabia después de un breve vacío tras la muerte de Otón II. Era leal a Enrique. Estuvo comprometido para casarse con Matilde, hija de Boleslao I de Polonia, pero fue descartado en favor de un matrimonio con Imila, una hija de Ulrico Manfredo, margrave de Turín, como parte de los planes italianos de Enrique. Por lo demás permaneció inactivo y murió después de diez años de gobierno. Fue enterrado en Schweinfurt.

## Familia
Por su matrimonio con Imila (m. 29 de abril del 1078) tuvo::
- Berta o Alberada (m. 1 de abril de 1103), que se casó primero con Germán II, conde de Kastl, y después con Federico, conde de Kastl
- Gisela, heredó Kulmbach y Plassenburg, se casó con Arnoldo IV, conde de Andechs
- Judit (m. 1104), se casó primero con Conrado I de Baviera, y después con Boto, conde de Pottenstein
- Eilika, abadesa de Niedermünster
- Beatriz (1040–1140), heredó Schweinfurt, se casó con Enrique II, conde de Hildrizhausen y margrave del Nordgau